# Joel da Silva Kiala
Joel da Silva Kiala (* 21. Januar 2004 in Berlin) ist ein angolanisch-deutscher Fußballspieler. Der Innenverteidiger steht bei Alemannia Aachen unter Vertrag.

## Sportlicher Werdegang
Da Silva Kiala begann mit dem Vereinsfußball bei Rotation Prenzlauer Berg und schloss sich 2011 Hertha BSC an. Für den Hauptstadtklub lief er in der B-Junioren- sowie A-Junioren-Bundesliga auf und erreichte dabei in der Spielzeit 2021/22 das Endspiel. Im Berliner Olympiapark-Amateurstadion ging das Finale jedoch gegen die A-Junioren von Borussia Dortmund mit 1:2 verloren. Anschließend rückte er in die Reservemannschaft des Klubs auf, die in der Regionalliga Nordost antrat. Parallel spielte er sich in der Folge in die deutsche U-19-Nationalmannschaft, für die er im Herbst des Jahres drei Spiele bestritt. Später entschied er sich zum Verbandswechsel und nahm mit der angolanischen A-Nationalmannschaft am COSAFA Cup 2024 teil, wo er beim Gruppenspiel gegen die Seychellen sein Länderspieldebüt feierte. Beim 5:0-Endspielerfolg über Namibia kam er unter Nationaltrainer Pedro Gonçalves als Einwechselspieler zum Zug.
Nachdem da Silva Kialas Vertrag bei Hertha BSC Ende Juni 2024 ausgelaufen war, war er zeitweise ohne Verein. Nach seiner Rückkehr vom COSAFA Cup nahm ihn Eintracht Frankfurt Ende Juli des Jahres unter Vertrag, wo er zunächst für die in der Regionalliga Südwest antretende Reservemannschaft vorgesehen war.
Im Sommer 2025 wechselte er zu Alemannia Aachen.